# Emsland Group
Die Emsland Group ist ein deutscher Konzern, dem insgesamt 29 (Tochter-)Unternehmen angehören, von denen 20 im Konzernabschluss der Beteiligungsgesellschaft Emsland-Stärke AG konsolidiert werden. Die Emsland Group beschäftigte im Durchschnitt des Geschäftsjahres 2022/23 rund 1.400 Mitarbeiter und erwirtschaftete einen Umsatz von ca. 900 Mio. €. Geschäftsführer der Firma sind Gerrit-Jan Wesselink, Christian Kemper und Stefan Hannemann.

## Emsland-Stärke GmbH

Altes Logo der Emsland-Stärke GmbH

Die Emsland-Stärke GmbH als Hauptunternehmen der Emsland Group verfügt über Europas größte kartoffelverarbeitende Stärkefabrik in Emlichheim im Landkreis Grafschaft Bentheim. Das Unternehmen hat eine Exportquote von über 76 % und ist Weltmarktführer bei der Herstellung von Stärkeveredelungsprodukten, Kartoffelprotein, Flocken und Granulat.
1928 war die Grundsteinlegung für die Emlichheimer Kartoffelfabrik AG, aus der später die Emsland-Stärke GmbH hervorging. Der Rohstoff „Kartoffel“ ist auch heute noch die Grundlage für die Produkte, die daraus hergestellt werden, beispielsweise Stärkeveredlungsprodukte und Kartoffeleiweiß. Diese werden als Vorprodukt für die Lebensmittel verarbeitende Industrie eingesetzt, so zum Beispiel für die Herstellung von Kartoffelchips, Mehl, Brot, Backwaren, Süßigkeiten, Pommes frites, Waschmittel etc. Zudem werden Erbsen verarbeitet, aus denen Erbsenstärke sowie die Nebenprodukte Erbsenproteine und Erbsenisolate entstehen. Rund 180.000 Tonnen Erbsen werden jährlich verarbeitet. 70 Prozent des Erbsenproteins werden an die Hersteller von Fleischersatzprodukten geliefert.
Im Stammwerk Emlichheim sowie in den Stärkefabriken Wietzendorf, Golßen, und Kyritz werden jährlich rund 1,8 Mio. t Kartoffeln zu Kartoffelstärke verarbeitet.

## Emsland-Food GmbH
In den Werken der Emsland-Food GmbH in Cloppenburg, Hagenow und Wittingen werden Kartoffelflocken und Kartoffelgranulat hergestellt, die z. B. als Grundstoffe für Fertiggerichte und Snacks dienen. Das Werk Hagenow produziert zudem unter der Marke „Echt vom Feld“ u. a. Kartoffelpüree, Kartoffelklöße und Bratkartoffeln.
Die Gesellschaft wurde neu gegründet, nachdem die Emsland-Stärke zum 1. April 2000 die Industriegeschäfte für Kartoffelveredlungsprodukte von der Best Foods Deutschland GmbH übernommen hatte. Nach der Aufnahme der Mecklenburger Kartoffelveredlung GmbH in die Gruppe wurde deren Produktionsbereich als Werk Hagenow in die Emsland-Food eingegliedert.

## Mecklenburger Kartoffelveredlung GmbH
Die 1990 gegründete Mecklenburger Kartoffelveredlung GmbH wurde zu einer Vertriebsgesellschaft umstrukturiert, nachdem die Emsland-Stärke GmbH im September 2013 Hauptgesellschafterin wurde. Während der bisherige operative Bereich als Werk Hagenow in die Emsland-Food GmbH eingegliedert wurde, übernahm die Gesellschaft nun die Verantwortung für den nationalen und internationalen Vertrieb sowie das Produktmarketing. Sie organisiert damit auch den Vertrieb der Marke „Echt vom Feld“ und das Handelseigenmarkengeschäft der Emsland Group.

## Weitere Beteiligungen
Darüber hinaus gehören zu der Emsland Group sechs (Minderheits-)Beteiligungen u. a. in Großbritannien, Italien, Türkei und USA, die jedoch nicht (voll-)konsolidiert werden.

## Kritik
Das Unternehmen setzte sich 2008 für gentechnisch optimierte Stärkekartoffeln wie Amflora ein. Inzwischen distanziert sich die Emsland Group von dieser Position und setzt auf nicht-genetisch veränderte Kartoffeln.